# Deineches fulva
Deineches fulva är en tvåvingeart som först beskrevs av Ferguson 1926.  Deineches fulva ingår i släktet Deineches och familjen blomflugor. Inga underarter finns listade i Catalogue of Life.